# Abram Kardiner
Abram Kardiner fue un psiquiatra, psicoanalista y antropólogo nacido en Nueva York en 1891. Murió en Connecticut en 1981.

## Trayectoria y pensamiento
Estudió medicina en Cornell, interesado siempre en aspectos de la psiquiatría y el psicoanálisis. Tras acabar sus estudios comenzó a trabajar como residente en el Hospital Monte Sinaí, y, poco después, en el Hospital Estatal de Manhattan. 
En 1921 conoció a Sigmund Freud en Viena, experimentando con sus teorías y analizando aspectos relacionados con la construcción de la personalidad.
En la década de los años veinte y trabajando en la Universidad Cornell, comenzó a especializarse en las relaciones entre cultura y personalidad, empleando su tiempo en teorías etnológicas, psicoanalistas y antropológicas y desarrollando conceptos relacionados con impacto de la cultura sobre los individuos que forman parte de ella. En esta etapa comenzó a trabajar como profesor en la Universidad de Columbia, donde creó un seminario en el que entabló un diálogo entre el psicoanálisis y la antropología, poniendo de relieve la necesidad de teorizar sobre los aspectos sociales y de personalidad del individuo a través de estas dos ciencias, y no de manera separatista, de un lado o de otro.
En la década de los cincuenta fundó la Clínica de la Universidad de Columbia para la Formación e Investigación Psicoanalítica. En esta época sus bases se asentaban sobre la idea de que los patrones familiares eran muy importantes para la formación de la personalidad. Pero también, otros entes influyen en la formación del carácter. Así, hablaba de «instituciones primarias» —educación—, y las «instituciones secundarias» —creencias—. Estas, dadas en una sociedad determinada, condicionan la adaptación del individuo a la cultura de dicha sociedad, a la par que transmiten los valores al individuo.
Estos conceptos, se vieron reflejados en sus estudios sobre los problemas de adaptación y traumas ocasionados como consecuencia de la influencia social y cultural en el individuo.

## Publicaciones
Entre las publicaciones más destacadas:
- El individuo y su sociedad (1939)
- Las Neurosis traumáticas de guerra (1941)
- Las fronteras psicológicas de la sociedad (1945)
- La marca de la La marca de la opresión (1951)
- Mi análisis con Freud (1978) ed. Belfond, ISBN 978-2-7144-1127-3